# Orava (fiume)
L'Orava (in ungherese: Árva, in polacco: Orawa, in tedesco: Arwa) è un fiume della Slovacchia, affluente di destra del fiume Váh.

## Geografia

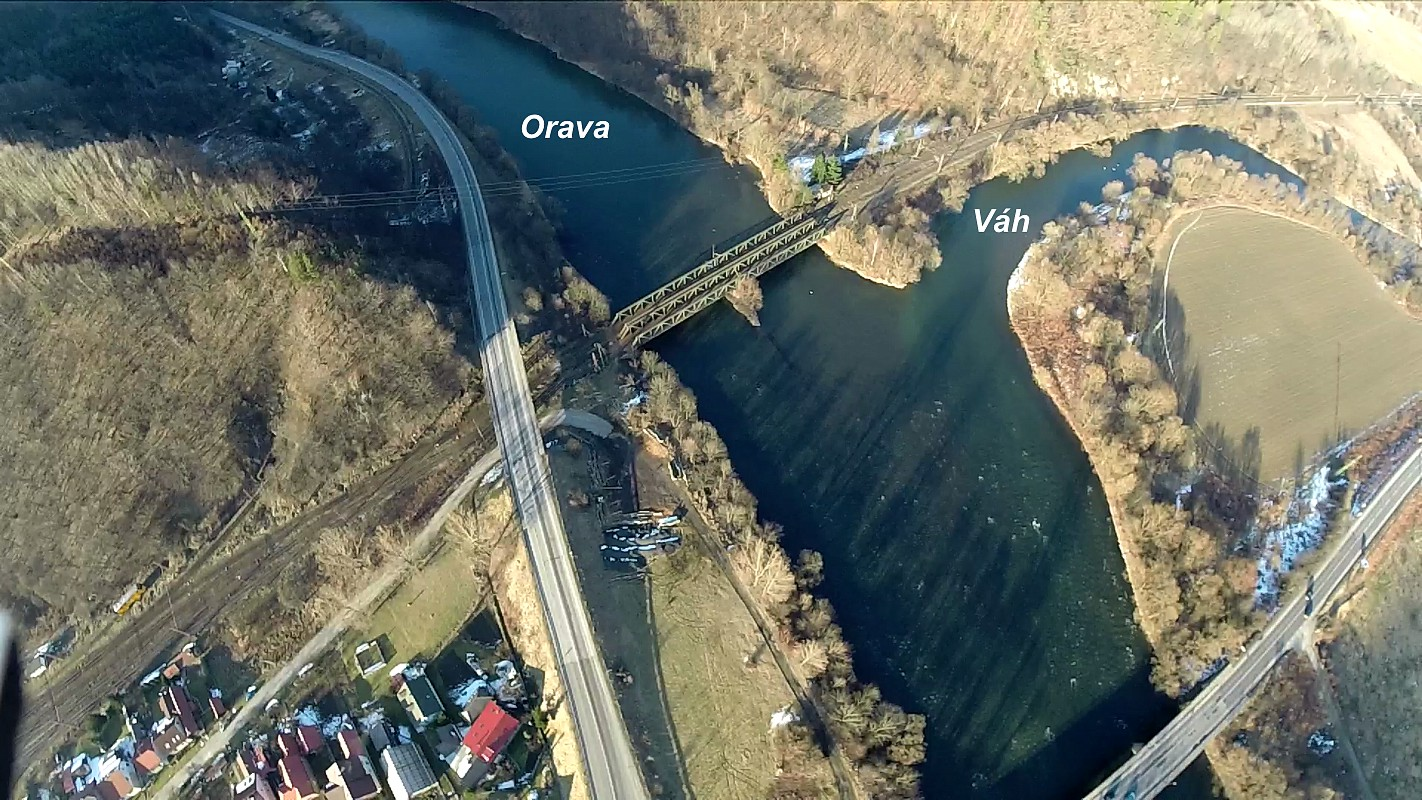
La confluenza dell'Orava nel Váh.

Il fiume nasce come emissario del lago Orava, un bacino creato da una diga nel 1953 nei pressi del confine con la Polonia. Il bacino è alimentato dall'Orava Bianca, che scorre in Slovacchia, e dall'Orava Nera, proveniente dalla vicina Polonia.
Il corso del fiume si sviluppa in valli caratterizzate da flysch, erose in forme serpeggianti e sovrastate da scogliere calcaree a formare paesaggi molto pittoreschi quali il panorama circostante il castello di Orava. Scorrendo verso sud-ovest l'Orava forma anse sempre più ampie nella vallata delimitata dai Tatra Occidentali a sud-est e dalla Piccola Fatra a nord-ovest.
L'Orava sfocia infine nel fiume Váh nei pressi di Námestovo, alle pendici della Grande Fatra, ed entra a far parte del sistema fluviale del Danubio.
La lunghezza totale del fiume è di 60,9 km; il bacino idrografico è pari a 1991,80 km², quasi interamente in territorio slovacco.

## Storia

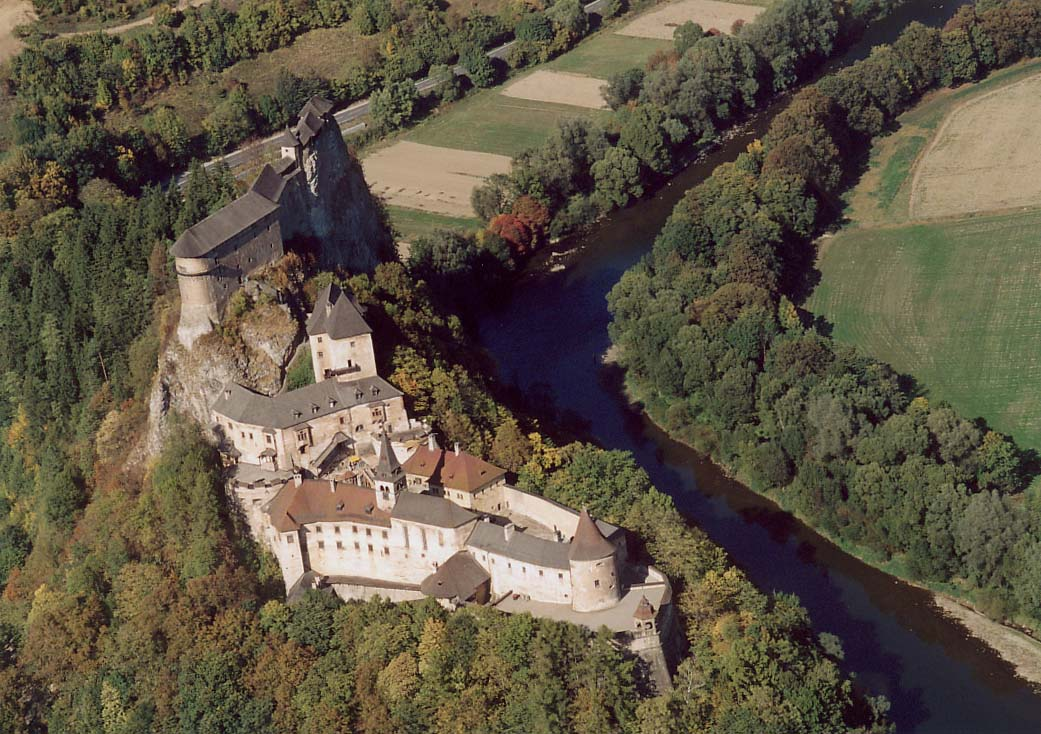
Il castello di Orava, sull'omonimo fiume.

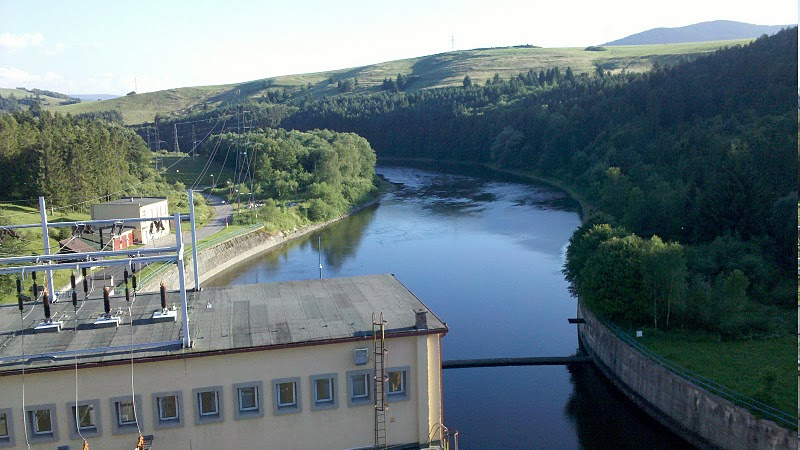
L'Orava vista dalla diga da cui ha origine.

I primi documenti dove viene menzionato il nome del fiume risalgono al 1287. Nel 1953 fu costruita una diga in corrispondenza della confluenza dell'Orava Bianca e dell'Orava Nera che dette origine al lago Orava, il più grande della Slovacchia.
Nel 1997 l'intero corso del fiume fu dichiarato area protetta di livello 4, mentre nel 1998 l'Orava e i suoi tributari sono stati inclusi nella lista dei siti protetti dalla Convenzione di Ramsar.